# Anton Buttigieg
Pour les articles homonymes, voir Buttigieg.
Anton Buttigieg, né le 19 février 1912 à Qala et mort le 5 mai 1983 dans cette ville, est le deuxième président de la République de Malte.